# Estádio Antônio Aquino Lopes
Het Estádio Antônio Aquino Lopes is een multifunctioneel stadion in Rio Branco, een stad in de staat Acre, in Brazilië. 
Het stadion wordt vooral gebruikt voor voetbalwedstrijden, de voetbalclub Galvez EC maakt gebruik van dit stadion. In het stadion is plaats voor 15.000 toeschouwers. Het stadion werd geopend in 2010.